# Clarkston (Georgia)
Clarkston – miasto w Stanach Zjednoczonych, w stanie Georgia, w hrabstwie DeKalb.